# The Miracle of the Cards
The Miracle of the Cards es una película de televisión estadounidense de 2001 dirigida por Mark Griffiths. Está protagonizada por Thomas Brodie-Sangster, Catherine Oxenberg, Kirk Cameron, Peter Wingfield, Jeremy Guilbaut, Jennifer Carmichael y Sean Campbell. La película se estrenó el 10 de noviembre de 2001 en Estados Unidos.

## Sinopsis
Inglaterra, 1988. Craig (Thomas Brodie-Sangster) es un niño de 9 años que vive felizmente con sus padres (Catherine Oxenberg y Peter Wingfield). Un día, durante un partido de fútbol, el pequeño se desmaya. Al poco tiempo comienza a tener terribles dolores de oídos. Después de varios exámenes médicos descubren dentro de su cabeza un tumor del tamaño de una naranja. Aunque el diagnóstico es poco prometedor, la madre de Craig cree que es posible encontrar una cura para su enfermedad, y para obtener el dinero suficiente se propone batir el record Guinness de mayor número de tarjetas de felicitación recibidas.

## Reparto
- Thomas Brodie-Sangster – Craig Shergold
- Catherine Oxenberg – Marion Shergold
- Kirk Cameron – Josh
- Peter Wingfield – Ernie Shergold
- Jeremy Guilbaut – Steve Shergold
- Jennifer Carmichael – Sharon Shergold
- Sean Campbell – Entrenador

- Datos: Q7751650